# Копитов Дмитро Олександрович
Дмитро Олександрович Копитов (нар. 29 травня 1998, Терешки, Полтавська область, Україна) — український футболіст, півзахисник футбольного клубу «Полтава».

## Життєпис
Народився в Полтаві, вихованець місцевої ДЮСШ ім. Горпинка. У 2012 році перейшов до складу юнацької команди донецького «Металурга». З 2014 року тренувався з першою командою «металургів», але через високу конкуренцію в команді не зіграв за неї жодного офіційного поєдинку. Натомість виступав за донеччан у юнацькій та молодіжній першості.
У 2015 році, після розформування «Металурга», разом з іншими гравцями молодіжного складу перейшов до кам'янської «Сталі», де спочатку також виступав за команду U-19 та U-21. У 2017 році провів два поєдинки за юнацьку збірну України до 19 років. 29 липня 2017 року дебютував за кам'янську команду в поєдинку УПЛ проти донецького «Шахтаря» і впродовж сезону провів 20 офіційних матчів в усіх турнірах, в яких відзначився 2 забитими голами.
В липні 2018 року став гравцем київського «Динамо», але за першу команду так і не дебютував, грав тільки за молодіжний склад. Тому на початку 2019 року на правах оренди перейшов у першоліговий «Авангард» (Краматорськ). Сезон 2019/20 провів в першоліговій вірменській команді «Локомотив» (Єреван), з якою успішно боровся за вихід до вищого дивізіону (проте згодом команду дискваліфікували).
У вересні 2020 року підписав контракт з чернівецьким футбольним клубом «Буковина», проте вже в лютому наступного року став гравцем клубу: «Рубікон» (Київ).

## Досягнення
- Переможець молодіжної першості України: 2018/19